# Ред апроксимације
У науци, инжењерингу и другим квантитативним дисциплинама, ред апроксимације односи се на формалне или неформалне појмове који одређују колико је прецизна апроксимација, и који индицирају прогресивно прецизније апроксимације: у повећаном редоследу прецизности, апроксимацији нултог реда, првог реда апроксимације, другог реда апроксимације и тако даље. Неформално, то је једноставно ниво прецизности који се користи за приказивање количина које нису савршено познате.
Формално, апроксимација n-реда је она где је ред величине највише {\displaystyle x^{n+1}}, или у смислу великог записа О, грешка је {\displaystyle O{\bigl (}x^{n+1}{\bigr )}}. У случају глатке функције, апроксимација n-реда је полином степена н, који се добија укрштањем серије Тејлор до ове мере.

## Коришћење у науци и инжењерингу

### Нулти ред
Апроксимација нултог реда је термин који научници користе за прву претпоставку при одговору. Многе поједностављујуће претпоставке су направљене, а када је потребан број, често се даје одговор у виду реда величина (или нула значајних бројки). На пример, можете рећи да "град има неколико хиљада становника", када има 3,914 људи у стварности. Ово се понекад назива и апроксимација реда величина. Нула "нултог реда" представља чињеницу да је чак и једини број који је дат, "неколико" је само по себи слободно дефинисано.
Апроксимација функције зеротног реда функције (односно, математички одређивање формуле која одговара више тачака података) биће константна или равна линија без нагиба: полином од степена 0. На пример,
{\displaystyle x=[0,1,2]}
{\displaystyle y=[3,3,5]}
{\displaystyle y\sim f(x)=3,67}
је приближан приступ подацима, добијен једноставним просечењем y-вредности. Могу се користити и друге методе за одабир константне апроксимације.

### Први ред
Апроксимација првог реда је термин који научници користе за даљу претпоставку при одговору. Израђују се поједине поједностављене претпоставке, а када је потребан број, често се даје одговор са само једним значајним бројем ("град има 4 × 103 или четири хиљаде становника"). У случају апроксимације првог реда, барем један дат број је тачан. На пример : У нишаном редоследу је дата количина "неколико", али у примеру првог реда, дат је број "4".
Апроксимација функције првог реда (тј. Математички одређивање формуле која одговара више тачака података) биће линеарна апроксимација, равна линија са нагибом: полином од степена 1. На пример,
{\displaystyle x=[0,1,2]}
{\displaystyle y=[3,3,5]}
{\displaystyle y\sim f(x)=x+2,67}
је приближан приступ подацима.

### Други ред
Апроксимација другог реда је термин који научници користе за одговарајући квалитетни одговор. Мало је поједностављених претпоставки, а када је потребан број, уопштено се даје одговор са два или више значајних података ("град има 3,9 × 103 или три хиљаде и девет стотина становника"). У финансијској математици, апроксимације другог реда познате су као корекције конвексности. Као и у горенаведеним примерима, термин "други ред" односи се на број тачних нумеричких бројева датих за непрецизну количину. У овом случају, "3" и "9" су дати као два узастопна нивоа прецизности, уместо једноставно "4" из првог реда, или "неколико" из нултог реда пронађеног у горенаведеним примерима.
Апроксимација функције другог реда (тј. Математички одређивање формуле која одговара више тачака података) биће квадратни полином, геометријски, парабола: полином од степена 2. На пример,
{\displaystyle x=[0,1,2]}
{\displaystyle y=[3,3,5]}
{\displaystyle y\sim f(x)=x^{2}-x+3}
је приближан приступ подацима. У овом случају, са само три тачке података, парабола је одговарајућа.

### Виши ред
Иако апроксимације вишег реда постоје и кључне су за боље разумевање и опис стварности, оне се обично не помињу бројевима.
Наставак горе наведеног, апроксимација трећег реда би била потребна да би се савршено уклапале четири дате тачке и тако даље.
Ове термине користе колоквијално и научници и инжењери да опишу феномене који се могу занемарити као небитни (нпр. "Наравно, ротација Земље утиче на наш експеримент, али то је такав ефекат високог реда који ми нећемо моћи мерити "или" Код ових брзина, релативност је ефекат четвртог реда на који се бринемо само при годишњој калибрацији. ") У овој употреби, правилност апроксимације није тачна, већ се користи да нагласи своју непомичност; што је већи број који се користи, то је мање важан ефекат. Терминологија, у овом контексту, представља висок степен прецизности који је потребан да би се утврдио ефекат који се закључује да је врло мали у поређењу са укупним предметом. Што је виши ред, већа прецизност је потребна да би се утврдио ефекат, а самим тим и мали ефекат у односу на укупно мерење.